# Vincent Wigglesworth
Vincent Brian Wigglesworth (17 avril 1899 – 11 février 1994) est un entomologiste britannique qui a apporté d'importantes contributions au domaine de la physiologie des insectes,. Il établit le domaine dans un manuel qui est mis à jour dans un certain nombre[Combien ?] d'éditions.

## Biographie
Vincent Wigglesworth sert dans la Royal Field Artillery en France pendant la Première Guerre mondiale. Il obtient son diplôme de l'université de Cambridge et enseigne à la London School of Hygiene and Tropical Medicine, à l'université de Londres, et enfin à l'université de Cambridge.
Il est nommé professeur Quick de biologie à l'université de Cambridge en 1952, nommé commandeur de l'Ordre de l'Empire britannique en 1951 et anobli en 1964.
Wigglesworth est président de la Royal Entomological Society de 1963 à 1964 et de l'Association of Applied Biologists de 1966 à 1967. Il est élu à l'Académie américaine des arts et des sciences en 1960  à l'Académie nationale des sciences des États-Unis en 1971  et à l'American Philosophical Society en 1982.
La bactérie Wigglesworthia glossinidia, qui vit dans l'intestin de la mouche tsé-tsé, porte son nom.

## Travaux
Vincent Wigglesworth étudie notamment la métamorphose. Sa contribution la plus importante est la découverte que les cellules neurosécrétoires du cerveau de la punaise sud-américaine, Rhodnius prolixus, sécrètent une hormone cruciale qui déclenche la glande prothoracique pour libérer l'hormone prothoracicotrope (PTTH) qui régule le processus de métamorphose. C'est la première confirmation expérimentale de la fonction des cellules neurosécrétoires. Il découvre ensuite une autre hormone, appelée hormone juvénile, qui empêche le développement des caractéristiques adultes chez R. prolixus jusqu'à ce que l'insecte ait atteint le stade larvaire approprié. Wigglesworth arrive à modifier les phases de développement de l'insecte en agissant sur les niveaux de cette hormone. À partir de ces observations, Wigglesworth développe une théorie cohérente sur la façon dont le génome d'un insecte peut activer sélectivement les hormones qui déterminent son développement et sa morphologie.